# Feldbach (Áustria)
Feldbach é uma cidade da Áustria, situada no distrito de Südoststeiermark, no estado da Estíria. Tem 67,3 km² de área e sua população em 2019 foi estimada em 13.511 habitantes.